# 1370-talet

## Händelser
- 1370 – Den heliga Birgitta utger Libellus de Magno Erici rege, en politisk stridsskrift riktad mot kung Magnus Eriksson.

## Födda
- Början av december 1370 – Olof av Danmark och Norge, kung av Danmark och kung av Norge.
- 31 december 1378 – Calixtus III, påve.

## Avlidna
- 23 juli 1373 – Heliga Birgitta, Sveriges enda officiella helgon (död i Rom).
- 1 december 1374 – Magnus Eriksson, svensk kung 1319-1364 (drunknad).
- 1375 – Giovanni Boccaccio, italiensk författare.